# Amparo Acker-Palmer
Amparo Acker-Palmer (Sueca, 10 de setembro de 1968) é uma bióloga celular e neurocientista espanhola, mais conhecida por sua pesquisa no desenvolvimento de nervos e vasos sanguíneos. Ela tem trabalhado juntamente com seu marido, Till Acker, um neurobiólogo, na pesquisa de terapias para tumores. Em sua carreira, ela ganhou vários prêmios, incluindo o Paul Ehrlich & Ludwig Darmstaeder para Jovens Investigadores em 2010.

## Educação e carreira
Acker-Palmer formou-se em Biologia e Bioquímica na Universidade de Valencia, Espanha, em 1991. Depois de se formar, ela concluiu um pós-doutorado no Laboratório Europeu de Biologia Molecular (EMBL) em Heidelberg, Alemanha, em 1996, após a obtenção de um doutoramento em Biologia na Universidade de Valencia, no mesmo ano. Em 2001, mudou-se para Martinsried para assumir o cargo de líder de grupo no Instituto Max Planck por seis anos. Na Universidade Goethe, em seguida, ela foi nomeada professora de Complexos Macromoleculares, em 2007. Mais tarde, em 2011, Acker-Palmer tornou-se a chefa do Departamento de Neurobiologia Celular e Molecular na Universidade Goethe, enquanto trabalhava numa área nova da neurociência, chamada translacional, e membro do corpo docente da Universidade de Mainz. Em 2014, ela foi, então, eleita como um Max Planck Fellow no Instituto Max Planck para a Pesquisa do Cérebro, onde ela realizou uma pesquisa focada na mecânica de comunicação de nervos e vasos sanguíneos.

## Pesquisa
O trabalho de Acker-Palmer centrou-se no desenvolvimento de nervos e de vasos sanguíneos ao nível molecular. Ao lado de seus colegas, ela publicou seu trabalho na Nature , em 2010, como "EphrinB2 regulates VEGFR2 function in developmental and tumour angiogenesis". Ela ganhou o Prêmio Paul Ehrlich & Ludwig Darmstaeder para Jovens Investigadores por descobrir as semelhanças no desenvolvimento de nervos e vasos sanguíneos.
A efrina é um dos axônios que orienta moléculas durante o desenvolvimento do sistema nervoso central. Sua pesquisa analisa o papel de uma das proteínas transmembranares receptoras da Efrina, a Ephrin-B2, no desenvolvimento de angiogênese. No entanto, a validade do estudo de dados foi colocada sob o escrutínio da revista por conta de figuras questionáveis. Para esclarecer a situação, uma carta, juntamente com informações complementares, foram emitidas pelos autores explicando os erros. De acordo com a revista, ainda que algumas imagens não tenham sido corretamente distinguidas, os erros não têm nenhum efeito sobre o experimento original e a conclusão. Os autores realizaram também um outro experimento para verificação de resultados.

## Prêmios e distinções
- Recebeu uma bolsa de doutoramento do governo espanhol (1992 - 1996)[11]
- Doutorou-se com distinção na Universidade de Valencia, Espanha (1997)
- Eleita Fellow Europeia do "Training and Mobility of Researchers Programme" (1997 - 1999)[12]
- 2010: Ganhou 60.000 Euros do Prêmio Paul Ehrlich e Ludwig Darmstaedter para Jovens Investigadores
- Recebeu o Gutenberg Research Fellowship Award  (2012)
- Eleita uma Max Planck Fellow no Instituto para a Pesquisa do Cérebro (2014)
- Recebeu um prêmio de 2,5 milhões de euros do Conselho Europeu de Investigação (ERC) (2015)[13]

## Publicações selecionadas
- Senturk, A; Pfennig, S .; Weiss, A .; Burk, K. (2011). "EphrinBs are functional co-receptors for Reelin to regulate neuronal migration." Nature (in English) (Band 472): 356-360. doi:10.1038/nature09874.
- Sawamiphak, S .; Seidel, S .; Essmann, CL; Wilkinson, G .; Pitulescu, ME; Acker, T. (2010). 'EphrinB2 regulates VEGFR2 function in developmental and tumor angiogenesis'. Nature (in English) (Band 465): 487-491. doi: 10.1038/nature08995.
- Sawamiphak, S .; Ritter, M. (2008). "Preparation of retinal cultures to study ex vivo tip endothelial cell responses". Nature Protocols ( Band 5 edition): 1659-1665. doi:10.1038/nprot.2010.130.
- Essmann, CL; Martinez, E .; Geiger, J .; Zimmer, M .; Traut, M .; Stein, V .; Klein, R. (2008). 'Serine phosphorylation of ephrinB2 regulates trafficking of synaptic AMPA receptors'. Nature Neuroscience ( Band 11): 105-1043. doi:10.1038/nn.2171.
- Segura, I .; Essmann, CL; Weinges, S. (2007). "Grb4 and GIT1 transduce ephrinB reverse signals modulating spine morphogenesis and synapse formation". Nature Neuroscience (Volume 10):301-310. doi:10.1038/nn1858.